# 1173

## Догађаји
- 5. јануар – Болеслав IV Коврџави, високи војвода Пољске, умире након 27-годишње владавине. Наследио га је полубрат Мјешко III Стари, а као војвода Сандомјера у Малој Пољској Казимир II Праведни.
- Кнут Ериксон (краљ Кнут I од Шведске) проширује своју власт након смрти савладара Кола – која укључује и Естерготланд. Постаје једини владар Шведске без противљења уз подршку џарла Биргера Бросе.
- Абу Јакуб Јусуф, калиф Алмохадског калифата, поново насељава западноандалузијски град Бежу. Али он је брзо напуштен, што је знак брзог демографског слабљења муслимана на полуострву.
- Март – Хенри II Млади краљ повлачи се на француски двор, што означава почетак Устанка 1173–1174, спора између краља Хенрија II, његове отуђене супруге Елеоноре Аквитанске и тројице њихових синова око територија које контролишу. Елеонора је стављена у де факто кућни притвор. Вилијам I Лав, краљ Шкотске, напада север Енглеске у знак подршке побуни.
- 17. октобар – Устанак 1173–74: Битка код Форнама – Фламански плаћеници под вођом побуњеника Робертом де Бомоном, грофом од Лестера, поражени су на прелазу у Источној Англији од стране енглеских ројалиста под вођством лорда Ричарда де Лусија.
- Лето – Саладин предводи експедициону војску против бедуинских племена у Олтрејордану како би обезбедио пут између Египта и Сирије. Напада регион код замка Керак.
- Профатимидски устанак у Горњем Египту, предвођен Канзом ал-Давлом, гувернером Асуана, потискује Саладинов брат Ал-Адил.
- Ера Ћиандао се завршава у Кини, а ера Чунси почиње током владавине цара Сјао Зонга из династије Сунг.
- Сингалски краљ Паракрамабаху I „Велики“ осваја одлучујућу победу инвазијом на Чола царство као савезник Панђа, заузимајући регионе Тонди и Паси.
- 8. август – Почиње изградња кампанила, који ће постати Криви торањ у Пизи.
- Краљ Бела III од Угарске позива цистерцитске и премонстратске монахе у Угарску. Они уводе напредне пољопривредне методе у краљевство.

## Смрти
- Болеслав IV Коврџави

- Најм ед Дин Ајуб

- Петронила од Арагона

- Википедија:Непознат датум — Преподобна Ефросинија - хришћанска светитељка и кнегиња Полоцка.